# Paradrymonia gigantea
Paradrymonia gigantea är en tvåhjärtbladig växtart som beskrevs av Wiehler. Paradrymonia gigantea ingår i släktet Paradrymonia och familjen Gesneriaceae. Inga underarter finns listade i Catalogue of Life.